# Гелен Лорінг Гренфелл
Гелен Лорінг Гренфелл (не раніше 29 квітня 1862 і не пізніше 29 квітня 1866 , Вальпараїсо  — 26 липня 1935 , Денвер ) — американська освітянка та суфражистка, керівниця закладів громадського навчання Колорадо (1899—1905 рр.).

## Ранній життєпис
Гелен Тетчер Лорінг народилася 1863 року у Вальпараїсо, Чилі, у американських батьків Чарльза Лорінга та Мері Френсіс Лорінг. Її батько перебував у Чилі у справах на момент її народження. Вона переїхала до Колорадо в дитинстві з батьками. Навчалася викладати в Нью-Йорку.

## Кар'єра
Гелен Лорінг викладала в школі в Колорадо з підліткового віку. У 1895 році вона була призначена інспектором шкіл округу Гілпін, штат Колорадо. У 1898 році вона була обрана начальником державного управління штату Колорадо і переобрана ще на два дворічні терміни, які пропрацювали до 1905 року. Вона була обрана віце-президентом Національної освітньої асоціації (NEA) у 1902 році. У 1904 році Кетрін Л. Крейг зазнала поразки під час третього переобрання. У 1909 році вона опублікувала доповідь «Конституція ідеальної шкільної ради та обов'язок громадян перед нею».
Як обранець, вона їздила по країні, читаючи лекції на користь виборчого права. «Ми прийшли до того часу, коли ми повинні відчувати, що слово „лицарство“ належить минулому, — сказала вона глядачам, — я вірю, що ви не зрозумієте мене неправильно, коли я скажу, що якщо ви віддасте нам справедливість, це буде дуже багато означати більше, ніж лицарство будь-коли». Вона два терміни служила в тюремній раді Колорадо. Вона була членом асоціації лісового господарства штату та членом опікунської ради дитячої лікарні Денвера. У 1920 році вона була делегатом Національного з'їзду Демократичної партії. Вона була головою жіночої допоміжної організації Міжнародної асоціації захисту роздрібних клерків. Вона також висловилася за кращу оплату праці вчителів.
Гренфелл доповіла Вудро Вільсону про різанину в Ладлоу, будучи віце-президентом Ліги жіночого закону та порядку Колорадо. Її звіт був більш критичним до страйкарів і більше відповідав діям губернатора, ніж багато інших звітів про цю подію.

## Особисте життя
Гелен Лорінг вийшла заміж за Едвіна І. Гренфелла, керівника залізниці, у 1889 році. Вона померла в 1935 році на 72-у році життя від травм, отриманих під час падіння кількома місяцями раніше. Її чоловік написав біографію дружини після її смерті «Короткий нарис життя та творчості Гелен Тетчер Лорінг Гренфелл» (1939).